# Viaje sin destino
Viaje sin destino es una película española de 1942 dentro del género de la comedia dirigida por Rafael Gil y protagonizada por Antonio Casal, Luchy Soto y Alberto Romea.

## Sinopsis
La agencia de viajes "Panoramas" atraviesa una precaria situación económica y para hacerse publicidad organiza un periplo sin destino: varios pasajeros suben a su autocar y parten sin rumbo fijo.

## Reparto
- Luchy Soto es Rosario.
- Blanca Pozas es Doña O.
- Fuensanta Lorente
- Antonio Casal es Poveda.
- Alberto Romea es Garviza.
- Manuel Arbó es Rianza.
- José Prada es Bráñez.
- Jorge León es Venancio.
- Pedro Cabré es Presidente.
- Valeriano Ruiz París es Consejero.
- Alberto López
- Camino Garrigó
- Manrique Gil